# Discografie van Cheap Trick
Dit is de discografie van de Amerikaanse rockband Cheap Trick.

## Studioalbums
| Jaar | Album                                                          | Hoogste notering | Hoogste notering | Hoogste notering | Hoogste notering | Hoogste notering | Certificaties                                             |
| Jaar | Album                                                          | VS               | CAN              | JPN              | NL               | VL               | Certificaties                                             |
| ---- | -------------------------------------------------------------- | ---------------- | ---------------- | ---------------- | ---------------- | ---------------- | --------------------------------------------------------- |
| 1977 | Cheap Trick - Uitgebracht: 3 Februari 1977 - Platenlabel: Epic | 207              | —                | —                | —                | —                |                                                           |
| 1977 | In Color - Uitgebracht: September 1977 - Platenlabel: Epic     | 73               | —                | 30               | —                | —                | • VS: Platina • CAN: Platina                              |
| 1978 | Heaven Tonight                                                 | 48               | 41               | 11               | —                | —                | • VS: Platina • CAN: Platina                              |
| 1979 | Dream Police                                                   | 6                | 4                | 4                | 21               | —                | • VS: Platina • AUS: Platina • CAN: 3× Platina • NZ: Goud |
| 1980 | All Shook Up                                                   | 24               | 30               | 21               | —                | —                | • VS: Goud • CAN: Goud                                    |
| 1982 | One On One                                                     | 39               | 39               | 77               | 47               | —                | • VS: Goud                                                |
| 1983 | Next Position Please                                           | 61               | —                | 75               | —                | —                |                                                           |
| 1985 | Standing On The Edge                                           | 35               | —                | —                | —                | —                |                                                           |
| 1986 | The Doctor                                                     | 115              | —                | —                | —                | —                |                                                           |
| 1988 | Lap Of Luxury                                                  | 16               | 11               | 93               | —                | —                | • VS: Platina • CAN: Platina • AUS: Platina               |
| 1990 | Busted                                                         | 48               | 27               | 44               | —                | —                | • CAN: Goud                                               |
| 1994 | Woke Up With A Monster                                         | 123              | —                | 20               | —                | —                |                                                           |
| 1997 | Cheap Trick                                                    | 99               | —                | 35               | —                | —                |                                                           |
| 2003 | Special One                                                    | 128              | —                | 75               | —                | —                |                                                           |
| 2006 | Rockford                                                       | 101              | —                | 84               | —                | —                |                                                           |
| 2009 | The Latest                                                     | 78               | —                | 84               | —                | —                |                                                           |
| 2016 | Bang Zoom Crazy… Hello                                         | 31               | 79               | 63               | —                | 113              |                                                           |
| 2017 | We’re All Alright!                                             | 63               | —                | 72               | —                | 179              |                                                           |
| 2017 | Christmas Christmas                                            | —                | —                | —                | —                | —                |                                                           |
| 2021 | In Another World                                               | 142              | —                | —                | —                | 117              |                                                           |

## Livealbums
| Jaar | Album                            | Hoogste notering       | Hoogste notering                   | Hoogste notering             | Hoogste notering | Hoogste notering | Certificaties                                                           |
| Jaar | Album                            | VS Billboard 200 Chart | Billboard Independent Albums Chart | Billboard Vinyl Albums Chart | CAN              | NL               | Certificaties                                                           |
| ---- | -------------------------------- | ---------------------- | ---------------------------------- | ---------------------------- | ---------------- | ---------------- | ----------------------------------------------------------------------- |
| 1978 | Cheap Trick Live at Budokan      | 4                      | —                                  | —                            | 1                | 2                | • VS: 3× Platina • AUS: Goud • CAN: 5× Platina • NZ: Goud • NL: Platina |
| 1994 | Budokan II                       | —                      | —                                  | —                            | —                | —                |                                                                         |
| 1998 | At Budokan: The Complete Concert | —                      | —                                  | —                            | —                | —                |                                                                         |
| 1999 | Music For Hangovers              | —                      | —                                  | —                            | —                | —                |                                                                         |
| 2001 | Silver                           | —                      | 45                                 | —                            | —                | —                |                                                                         |
| 2009 | Sgt. Pepper Live                 | 83                     | 7                                  | —                            | —                | —                |                                                                         |
| 2019 | Are You Ready? Live 12/31/1979   | —                      | —                                  | —                            | —                | —                |                                                                         |
| 2020 | Out To Get You!: Live 1977       | —                      | —                                  | 9                            | —                | —                |                                                                         |

## Singles
| Jaar | Single                         | Hoogste Notering | Hoogste Notering | Hoogste Notering | Hoogste Notering | Hoogste Notering | Certificaties          |
| Jaar | Single                         | VS               | CAN              | JPN              | NL               | VL               | Certificaties          |
| ---- | ------------------------------ | ---------------- | ---------------- | ---------------- | ---------------- | ---------------- | ---------------------- |
| 1977 | Oh, Candy                      | –                | –                | –                | –                | –                |                        |
| 1977 | I Want You To Want Me          | –                | 97               | –                | –                | –                |                        |
| 1977 | Southern Girls                 | –                | –                | –                | –                | –                |                        |
| 1977 | Elo Kiddies                    | –                | –                | –                | –                | –                |                        |
| 1977 | Clock Strikes Ten              | –                | –                | 1                | –                | –                |                        |
| 1978 | Surrender                      | 62               | 79               | –                | 9                | 8                |                        |
| 1978 | California Man                 | –                | –                | –                | –                | –                |                        |
| 1979 | I Want You To Want Me (live)   | 7                | 2                | 1                | 1                | 1                | • VS: Goud • CAN: Goud |
| 1979 | Ain’t That A Shame (live)      | 35               | 10               | –                | 25               | –                |                        |
| 1979 | Dream Police                   | 26               | 9                | 79               | 28               | –                |                        |
| 1979 | Voices                         | 32               | 22               | –                | –                | –                |                        |
| 1979 | Way Of The World               | –                | –                | –                | –                | –                |                        |
| 1980 | I’ll Be With You Tonight       | –                | –                | –                | –                | –                |                        |
| 1980 | Writing On The Wall            | –                | –                | –                | –                | –                |                        |
| 1980 | Everything Works If You Let It | 44               | 40               | –                | –                | –                |                        |
| 1980 | Day Tripper                    | –                | –                | –                | –                | –                |                        |
| 1980 | Stop This Game                 | 48               | 32               | –                | –                | –                |                        |
| 1980 | Love Comes A-Tumblin’ Down     | –                | –                | –                | –                | –                |                        |
| 1980 | World’s Greatest Lover         | –                | –                | –                | –                | –                |                        |
| 1981 | Reach Out                      | –                | –                | –                | –                | –                |                        |
| 1982 | If You Want My Love            | 45               | –                | –                | 26               | –                | • AUS: Goud            |
| 1982 | I Want You                     | –                | –                | –                | 48               | –                |                        |
| 1982 | She’s Tight                    | 65               | –                | –                | –                | –                |                        |
| 1982 | Saturday At Midnight           | –                | –                | –                | –                | –                |                        |
| 1983 | Spring Break                   | –                | –                | –                | –                | –                |                        |
| 1983 | Dancing The Night Away         | –                | –                | –                | –                | –                |                        |
| 1983 | I Can’t Take It                | –                | –                | –                | –                | –                |                        |
| 1983 | Next Position Please           | –                | –                | –                | –                | –                |                        |
| 1984 | Up The Creek                   | –                | –                | –                | –                | –                |                        |
| 1985 | Tonight It’s You               | 44               | –                | –                | –                | –                |                        |
| 1985 | Little Sister                  | –                | –                | –                | –                | –                |                        |
| 1985 | How About You                  | –                | –                | –                | –                | –                |                        |
| 1986 | Mighty Wings                   | –                | –                | –                | –                | –                |                        |
| 1986 | It’s Only Love                 | –                | –                | –                | –                | –                |                        |
| 1986 | Kiss Me Red                    | –                | –                | –                | –                | –                |                        |
| 1988 | The Flame                      | 1                | 1                | 63               | –                | –                |                        |
| 1988 | Don’t Be Cruel                 | 4                | 2                | –                | –                | –                |                        |
| 1988 | Ghost Town                     | 33               | 23               | 35               | –                | –                |                        |
| 1988 | Let Go                         | –                | –                | –                | –                | –                |                        |
| 1988 | Never Had A Lot To Lose        | 75               | –                | –                | –                | –                |                        |
| 1988 | Stop That Thief                | –                | –                | –                | –                | –                |                        |
| 1990 | Can’t Stop Fallin’ Into Love   | 12               | 6                | 1                |                  |                  |                        |
| 1990 | Wherever Would I Be            | 50               | 59               | 60               |                  |                  |                        |
| 1990 | If You Need Me                 |                  |                  |                  |                  |                  |                        |
| 1991 | Magical Mystery Tour           |                  |                  |                  |                  |                  |                        |
| 1994 | Woke Up With A Monster         |                  |                  |                  |                  |                  |                        |
| 1994 | You’re All I Wanna Do          |                  |                  | 13               |                  |                  |                        |
| 1994 | Girlfriends                    |                  |                  |                  |                  |                  |                        |
| 1994 | Never Run Out Of Love          |                  |                  |                  |                  |                  |                        |
| 1994 | Didn’t Know I Had It           |                  |                  |                  |                  |                  |                        |
| 1995 | Cold Turkey                    |                  |                  |                  |                  |                  |                        |
| 1997 | Say Goodbye                    | 119              | 13               | 32               |                  |                  |                        |
| 1997 | Baby No More                   |                  |                  |                  |                  |                  |                        |
| 1997 | Baby Talk/Brontosaurus         |                  |                  |                  |                  |                  |                        |
| 1997 | Carnival Game                  |                  |                  |                  |                  |                  |                        |
| 1997 | Anytime                        |                  |                  |                  |                  |                  |                        |
| 1999 | That ‘70s Song                 |                  |                  |                  |                  |                  |                        |
| 2003 | Scent Of A Woman               |                  |                  |                  |                  | –                |                        |
| 2003 | My Obsession                   |                  |                  |                  |                  | –                |                        |
| 2003 | Too Much                       |                  |                  |                  |                  | –                |                        |
| 2006 | Perfect Stranger               |                  |                  |                  |                  | –                |                        |
| 2006 | Come On, Come On, Come On      |                  |                  |                  |                  | –                |                        |
| 2006 | If It Takes A Lifetime         |                  |                  |                  |                  | –                |                        |
| 2009 | Transformers theme             |                  |                  |                  |                  | –                |                        |
| 2009 | Sick Man Of Europe             |                  |                  |                  |                  | –                |                        |
| 2015 | No Direction Home              |                  |                  |                  |                  | –                |                        |
| 2016 | When I Wake Up Tomorrow        |                  |                  |                  |                  | –                |                        |
| 2017 | I’m Waiting For My Man (live)  |                  |                  |                  |                  | –                |                        |
| 2017 | Long Time Coming               | –                | –                | –                |                  | –                |                        |
| 2017 | You Got It Going On            | –                | –                | –                | –                | –                |                        |
| 2017 | Rest Of My Life                | –                | –                | –                |                  | –                |                        |
| 2017 | Lolita                         | –                | –                | –                | –                | –                |                        |
| 2018 | The Summer Looks Good On You   | –                | –                | –                | –                | –                |                        |
| 2019 | Gimme Some Truth               | –                | –                | –                | –                | –                |                        |
| 2020 | Rebel Rebel                    | –                | –                | –                | –                | –                |                        |
| 2021 | Light Up The Fire              | –                | –                | –                | –                | –                |                        |
| 2021 | Boys & Girls & Rock N Roll     | –                | –                | –                | –                | –                |                        |